# Valmala (Hiszpania)
Valmala – gmina w Hiszpanii, w prowincji Burgos, w Kastylii i León, o powierzchni 16,97 km². W 2011 roku gmina liczyła 31 mieszkańców.